# ベラルーシ警察の日

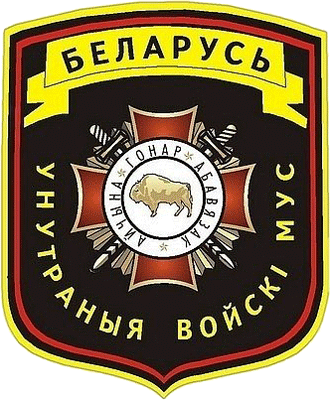
ベラルーシ国内軍の紋章

ベラルーシ警察の日（ベラルーシ語: Дзень паліцыі Беларусі）とは、ベラルーシの祝日である。ベラルーシ警察の職員の職業にとって上の祝日であり、3月4日に定められている。
1917年3月4日にミハイル・フルンゼがミンスクの民兵の長官に任命され
、この日がベラルーシ警察の創立日と見なされている。
1998年3月26日にベラルーシ共和国大統領アレクサンドル・ルカシェンコの大統領令により、この祝日が公的に承認された。
この日にはミンスクの10月広場で国内軍の行進が催される。